# Stephan Roth (Mediziner, 1945)
Stephan Ludwig Roth (* 3. März 1945 in Lübeck) ist ein deutscher Mediziner.

## Werdegang
Von 1965 bis 1970 studierte er an der Universität Münster, Wien und Chicago. Roth promovierte 1970. 1980 schloss Roth in Marburg seine Facharztausbildung für Innere Medizin ab, 1980 bis 1986 war an der Strahlentherapeutischen Universitätsklinik Köln beschäftigt, wo er bis 1985 die Facharztausbildung für Radiologie absolvierte. Im gleichen Jahr folgte in Köln die Habilitation im Fach Strahlentherapie. Von 1986 bis 1987 war er im Centre G. F. Leclerc in Dijon tätig. Stephan Roth war im Anschluss daran von 1987 bis 1989 als Oberarzt in der Strahlentherapeutischen Universitätsklinik Göttingen beschäftigt. Von 1989 an war er Professor der Klinik für Strahlentherapie und Radioonkologie am Universitätsklinikum Düsseldorf. Er trug dazu bei, die Klinik in der internationalen wissenschaftlichen Gemeinde zu positionieren. Zu Beginn der 1980er Jahre war er eines der ersten deutschen Mitglieder der European Society of Therapeutic Radiation Oncology (EORTC). In der Folge fanden zwei Tagungen der Gesellschaft in Düsseldorf statt. 1993 initiierte er das Symposium „Klinische Onkologie“, das zu den größten deutschsprachigen interdisziplinären onkologischen Fortbildungsveranstaltungen zählt. Außerdem baute er enge Beziehungen zur Universität Haifa auf. Am 31. März 2010 trat er in den Ruhestand.

## Ehrungen
- 2012: Verdienstkreuz am Bande der Bundesrepublik Deutschland „für sein außerordentliches Engagement in der Organisation und Durchführung von nationalen onkologischen Fortbildungsveranstaltungen“[2]